# ニュース545
『ニュース545』（ニュースごーよんご）は、テレビ埼玉（テレ玉）で、2018年4月2日から2024年9月27日まで生放送されていた平日夕方の報道番組。

## 概要
『テレ玉ニュース』の平日夕方版で、関東地方の独立UHF局の中では唯一、平日17時台に夕方ニュース枠を放送している番組である。
これまで情報番組（『ごごたま』→『マチコミ』）の1コーナーとして内包されていたテレビ埼玉の平日・夕方ニュース枠（『EveningNews』）を、2018年4月改編でコーナーを独立化させて開始したのが当番組である。当番組の開始に伴い、『情報番組 マチコミ』の放送時間を15分縮小の16:30 - 17:45に変更となった。
ニューステロップや番組ロゴデザイン、それにスタジオ（スタジオは『ニュース930plus』を除く）は全報道番組共通である。
開始当初から2018年9月28日までは、17:45 - 18:00の15分の放送だったが、同年10月1日から放送時間が15分拡大され、17:45 - 18:15に変更となった。また、キャスターも1人制から2人制に変更された。当番組の放送時間の拡大に伴い、月曜から木曜日の『ニュース930』の放送時間が30分から15分に縮小になったが、金曜日のみ『ニュース930plus』として引き続き30分番組として放送されている。
2021年7月5日より、オープニング直後に「きょうのラインナップ」と題して、その日に伝える主なニュース2項目と特集を紹介する。そして2022年6月1日より、「きょうのラインナップ」に代わり、番組冒頭に、30分間時代の『ニュース930』以来の映像付きヘッドライン（ニュース2項目・特集）が復活した。
2021年8月10日より、「テレ玉NEWS」YouTubeチャンネル が開設され、ニュース（1本ずつの動画・その日のニュースをまとめた動画）の他、当番組の特集を配信している。
2024年9月27日をもって『NEWS545』としての番組は終了したが、9月30日からは15分繰り上げて『NEWS530』となり、事実上継続される。

## 出演者
出演者はすべてテレビ埼玉アナウンサーである。

### キャスター
- 塩原桜（月曜〜木曜)
- 山崎薫子（金曜日）

### 歴代キャスター
|                       | 月曜日          | 火曜日          | 水曜日          | 木曜日          | 金曜日          |
| --------------------- | --------------- | --------------- | --------------- | --------------- | --------------- |
| 2018.4.2 - 2018.9.28  | 落合由佳        | 塩原桜          | 落合由佳        | 塩原桜          | 岸田彩加        |
| 2018.10.1 - 2019.3.29 | 塩原桜 落合由佳 | 塩原桜 荒木優里 | 塩原桜 落合由佳 | 塩原桜 荒木優里 | 塩原桜 岸田彩加 |
| 2019.4.1 - 2020.3.31  | 塩原桜 落合由佳 | 塩原桜 荒木優里 | 塩原桜 落合由佳 | 塩原桜 荒木優里 | 塩原桜 平川沙英 |
| 2020.4.1 - 2021.3.19  | 塩原桜 平川沙英 | 塩原桜 荒木優里 | 塩原桜 平川沙英 | 塩原桜 荒木優里 | 塩原桜 宮田愛子 |
| 2021.3.22 - 2021.4.2  | 塩原桜          | 塩原桜          | 塩原桜          | 塩原桜          | 宮田愛子        |
| 2021.4.5 - 2021.7.9   | 塩原桜          | 塩原桜          | 塩原桜          | 塩原桜          | 塩原桜          |
| 2021.7.12 - 2022.3.25 | 塩原桜          | 塩原桜          | 塩原桜          | 塩原桜          | 荻野仁美        |
| 2022.4.4−             | 塩原桜          | 塩原桜          | 塩原桜          | 塩原桜          | 山崎薫子-       |

### 代打キャスター
担当キャスターが休暇に入っている間などは、外部の事務所からフリーアナウンサーを出向させる。
- 加藤響子（落合の体調不良による 2019.10.7 - 10.9・10.15・10.16・10.21 - 10.23・10.30[10]、人員不足による 12.25[注 2]）
- 荻野仁美（宮田の産休による 2021.7.16 - [9]、塩原の夏季休暇による[15] 2021.9.14[16]）
- 藤田りえ（塩原の『シブサワ解体深書』公開収録による[17][18] 2022.2.16[19][20]）

### その他の対応
新型コロナウイルスの感染拡大を受けて、政府が緊急事態宣言を発令したことにより、2020年4月20日から同年5月28日まで2人制から1人制に変更。全曜日を塩原桜が担当した。
2021年1月7日、新型コロナウイルスの感染再拡大を受けて、政府が東京都・埼玉県・神奈川県・千葉県を対象に、2回目の緊急事態宣言を発令したことにより、同年1月14日から3月19日まで、制作スタッフとアナウンサーを2班体制に分けた。このため、再び2人制から1人制に変更。月曜日から水曜日は塩原、木曜日は平川、金曜日は宮田が担当していた。
同年3月21日に緊急事態宣言が全面解除されたが、翌3月22日以降は2人制を廃止し、1人制を継続し、月〜木曜日は塩原が、金曜日は宮田が担当している。
2022年1月27日より、新型コロナウイルスの感染再拡大を受けて、万が一感染者が出ても放送を続けるために、テレ玉独自で再びアナウンサーを2班体制に分けている。このため、月曜日から水曜日は塩原、木曜日は平川、金曜日は通常通り荻野が担当している。

## 放送時間
（表記はすべて、JSTである。）
| 期間      | 期間      | 放送時間（JST）            |                            |
| --------- | --------- | -------------------------- | -------------------------- |
| 2018.4.2  | 2018.9.28 | 平日 17:45 - 18:00（15分） | 平日 17:45 - 18:00（15分） |
| 2018.10.1 | 現在      | 平日 17:45 - 18:15（30分） | 平日 17:45 - 18:15（30分） |

### 重大ニュース・特別番組放送時の対応
- 2018年6月29日
  - 『TVSライオンズアワー』（テレ玉スペシャルナイター）中継のため『情報番組 マチコミ』は17:30まで、当番組は開始時間を15分繰り上げて17:30 - 17:45までの放送[24]。
- 2018年10月17日・10月19日
  - 『TVSライオンズアワー』（プロ野球クライマックスシリーズ）中継のため放送時間を15分短縮して17:45 - 18:00までの放送[25]。
- 2019年4月29日 - 5月6日
  - 大型連休に伴い、放送時間を15分短縮して17:45 - 18:00までの放送。なお、5月1日に限り18:15までの通常放送。
- 2019年8月23日
  - 『TVSライオンズアワー』（テレ玉スペシャルナイター）中継のため『情報番組 マチコミ』は17:30まで、当番組は開始時間を15分繰り上げ・放送時間を15分短縮して17:30 - 17:45までの放送[26][27]。この日は平川沙英のみの担当だった[28]。
- 2019年10月11日
  - 『TVSライオンズアワー』（プロ野球クライマックスシリーズ）中継のため放送時間を15分短縮して17:45 - 18:00までの放送[29][30]。
- 2019年12月25日
  - 報道特別番組『News Special 2019』（18:00 - 20:00）放送のため放送時間を15分短縮して17:45 - 18:00までの放送[12][31]。この日は、2019年10月に落合の代打で出演した加藤響子のみの担当だった[14]。
- 2020年5月4日
  - 新型コロナウイルスの感染拡大に備える改正特別措置法に基づく緊急事態宣言を5月31日まで延長するとした安倍晋三内閣総理大臣と対象地域の埼玉県の大野元裕知事の記者会見を中継放送するため、放送時間を105分拡大して17:45 - 20:00までの放送。
- 2020年6月19日
  - 『TVSライオンズアワー』（プロ野球開幕戦）中継のため放送時間を15分短縮して17:45 - 18:00までの放送[32]。
- 2020年12月25日
  - 報道特別番組『News Special 2020』（19:00 - 21:00）放送のため放送時間を15分短縮して17:45 - 18:00までの放送[33][34]。この日は、宮田のみの担当だった。
- 2021年3月17日
  - 中継する『スーパーJリーグマッチ』（浦和レッズ対北海道コンサドーレ札幌）のキックオフが緊急事態宣言の影響で当初の19:30から18:00に繰り上がった事もあり、放送時間を15分短縮して17:45 - 18:00までの放送[35]。
- 2021年3月26日
  - 『TVSライオンズアワー』（プロ野球開幕戦）中継のため放送時間を15分短縮して17:45 - 18:00までの放送[36]。
- 2021年4月以降
  - 2021年度より、祝日は休止となり、代替番組として、『TELETAMA NEWS』（18:00 - 18:15）を放送。
- 2021年7月2日
  - 『TVSライオンズアワー』（テレ玉スペシャルナイター）中継のため放送時間を15分短縮して17:45 - 18:00までの放送[37]。
- 2021年8月4日
  - 東京オリンピック（レスリング女子フリースタイル57kg級準々決勝等）中継のため『情報番組 マチコミ』は17:30まで[38]、当番組は休止し、代替番組として、『TELETAMA NEWS』（17:30 - 17:50）を放送[39]。この日の担当は塩原だった。

## タイムテーブル

### 現在
生放送のため、時間に多少の変更がある。
- 17:45 - オープニング・きょうのラインナップ・県内ニュース

ニュース映像が先に映し出され、塩原が読み上げた後にオープニングのアニメーションを流す。（オープニングのアニメーションから始めることがある。）
- 17:58 - 全国のニュース

基本は画面に項目を表示させながらキャスターが読み上げるが、ニュース映像が流れることがある。
- 18:00 - 特集（#特集を参照）
- 18:08 - 天気予報

翌日の県内と関東地方の天気予報を放送。モニターを使って概況を説明することがある。
- 18:10 - きょうの主なニュース（月～金）、明日の特集（月 - 木曜日のみ）、『ニュース930 plus』の特集、週末のイベント情報（いずれも金曜日のみ）

番組で取り扱ったニュースを、天気カメラを背景に4つの項目を表示して放送。その後、明日の番組予告（特集）を行う。金曜日は『ニュース930 plus』の特集予告を行う。
週末のイベント情報は週末（祝日を含む）に県内で行われるイベントをモニターを使って伝える。
- 18:13:30 - エンディング

ここで提供クレジットを挿入する。背景にはその日のニュースで使用したVTR、若しくは川越や大宮ソニックシティのお天気カメラのライブ映像が流れる。
- 18:14 - ステーションブレイク

### 過去
2018年9月まで。
- 17:45 オープニング・県内ニュース
- 17:52 CM
- 17:53 県内ニュース・全国のニュース
- 17:55 CM
- 17:56 天気予報
- 17:58 エンディング
- 17:59 - ステーションブレイク

## 歴代エンディングテーマ
- 2018.10 - 2018.12 馬場俊英 with 光永亮太「Maybe Tomorrow」
- 2019.1 - 2019.3 シクラメン「メリーゴーランド」
- 2019.4 - 2019.6 アンテナ「深い 深い 青」
- 2019.7 - 2019.9 KAIKI「Beautiful day」[40]
- 2019.10 - 2019.12 岸洋佑「Door」
- 2020.1 - 2020.3 キンモクセイ「グッバイ・マイ・ライフ」
- 2020.4 - 2020.6 間々田優「平成最後」[41]
- 2020.7 - 2020.9 山本雅也「人生をたどる物語」[注 3]
- 2020.10 - 2020.12 城之内ミサ「山川異域 風月同天」[注 4][注 5]
- 2021.1 - 2021.3 WATWING「Runway」[注 5]
- 2021.4 - 2021.6 馬場俊英「桜新町」[注 6]
- 2021.7 - 2021.9 YONA「dandelion」[注 4]
- 2021.10 - 2021.12 ありもとねこ。「吉川美南ちゃん。」[注 7][注 5]
- 2022.1 - 2022.3 山本雅也「朝靄」[注 8][注 9]
- 2022.4 -  S.O.H.B「Haru no yoru(2022)」[注 10]

## 特集

### 曜日別
- Jリーグ情報（月曜日）

『ニュース930』から継続。週末に行われた浦和レッズと大宮アルディージャの試合の模様をダイジェストで伝える。シーズンオフ期間中は他曜日と同様にシリーズや通常の特集を放送。
- Pick UP SPORTS（木曜日）

『ニュース930』から継続。埼玉県内のスポーツチームの話題をお届けする。
- Weekly Topics（金曜日）

1週間の県内ニュースを振り返る。『ニュース930』では「MONTHLY TOPICS」として1ヵ月の県内ニュースを振り返った。
※火曜日・水曜日はシリーズや通常の特集を放送。

### シリーズ
- 彩たまびと

『ニュース930』から継続。原則『ニュース930 plus』で放送しているが、当番組でも放送することがある。埼玉県内で活躍する人物を紹介する。
- ちょっと待って!防げ詐欺被害

『ニュース930』から継続。巧妙化する特殊詐欺の被害を撲滅するための取り組みを紹介する。
- わがまちイチオシ

『ニュース930』から継続。グルメや人物、観光名所など県内市町村の自慢を紹介する。
- 探訪 渋沢栄一（2020.7.14 -、月に2回放送[45]）

「近代日本経済の父」と呼ばれ、2024年に発行される新しい一万円札の顔にも選ばれた深谷市出身の実業家・渋沢栄一ゆかりの地を訪ねる。深谷市内を中心に渋沢ゆかりの地を巡り、日本の近代化に尽力した渋沢の生涯やその考えを伝える。

## 過去の特集

### シリーズ
- 彩の国発 世界行き -県内期待のアスリート-

『ニュース930』から継続。（『ニュース930』では「東京五輪2020 県内期待のアスリート」）2020年東京オリンピック・2020年東京パラリンピック出場を目指す埼玉県内出身のアスリートを紹介する。
しかし、新型コロナウイルスの影響で大会の延期が発表された2020年3月24日以降は事実上休止した。
- 埼玉 平成のあゆみ（2019.3.19 - 4.24）

毎週火・水曜日に放送。2019年5月1日に元号が「令和」に変わるのを前に、平成の埼玉を振り返る。
- アナウンサー企画 梅雨を楽しむ（2019.6.11 - 6.14）

梅雨に訪ねたいおすすめスポットを当番組の出演者が紹介する。
なお、6月12日は落合由佳が指扇氷川神社（さいたま市西区）から中継を行ったが、スタジオ進行は塩原のみ。6月14日の当シリーズ最終回は『ニュース930 plus』で放送した。
- イチオシTake Outグルメを紹介 おいしい#おうち時間（2020.5.5 - 5.28）

新型コロナウイルスの感染拡大による外出自粛が続く中、評判の一押しテイクアウトグルメを紹介し、地元飲食店を応援する。
- 戦後75年 〜語り継ぐ記憶〜（2020.8.12 - 8.14）

2020年8月15日で戦後75年を迎えるのを前に、戦争の記憶が風化しつつある中、体験者の話などから戦争について考える。8月14日の当シリーズ最終回は『ニュース930 plus』で放送した。
- 高校野球 2020 譲らない夏（2020.8.4 - 8.7）

第102回全国高等学校野球選手権大会が新型コロナウイルスの感染拡大により中止となったことに伴い、独自の代替大会「令和2年度 夏季埼玉県高等学校野球大会」が開催されるのを前に、東西南北の各ブロックの注目校 を紹介する。8月7日の当シリーズ最終回は『ニュース930plus』で放送した。取材構成などは平川が担当した。
- 部活にかける それぞれの夏（2020.9.7 - 9.11）

新型コロナウイルスの感染拡大の影響で、思い通りに部活動ができず引退を迎えた高校3年生のこれまでの活動や努力、現在の心境を伝える。1学期を振り返るとともに、今後の活動や後輩への期待などについても聞く。
- コロナ禍の大学（2020.10.5 - 10.9）

新型コロナウイルス感染症の収束の兆しが未だ見えない中、県内の大学生の現状を伝える。10月9日の当シリーズ最終日は『ニュース930plus』に城西大学学長の藤野陽三が生出演するなど、教育現場がどのように対応してきたのか迫る。
- 新型コロナウイルス 明日のために（2021.1.27 - 2.2）

子どもの学習支援やフードパントリーなどを行う川越市の最明寺の副住職・千田明寛が、コロナ禍でのストレス対策や、心構えなどについてアドバイスをする。
- 東日本大震災から10年（2021.3.10 - 3.12）

東日本大震災の発生から10年になるのを前に、テレ玉では、未曾有の災害を乗り越え、復興への歩みをたどる人々の姿に迫る特集を報道・情報・経済番組で放送していた。
双葉町出身の箏奏者（3.10）
福島県双葉町出身で、被災者の思いを琴の音色で伝える若手演奏者を紹介する。
復興を願うモニュメント（3.11・3.12）
震災の発生により、福島県双葉町から加須市に避難、そのまま移住し、発生から10年になる今年、震災の記憶を風化させないよう、加須市に建てられた記念モニュメントに「希望」の文字を書いた一人の書家の10年間の想いを聞いた。
なお、2日目は『ニュース930plus』で放送予定だったが、新型コロナウイルス感染拡大に伴う緊急事態宣言の再延長による同番組の休止のため、当番組で振替放送した。
- 桜（2021.4.13・4.15）

「きょうの主なニュース」の枠で放送。2021年の桜は、飲食を伴う花見の自粛を受けて、十分に鑑賞することができなかった人が多いと思われる。シーズンは終わってしまったが、同年にテレ玉が撮影した桜の映像を紹介する。
- 夏をあきらめない -2021 2年ぶりの甲子園へ-（2021.6.29 - 7.2）

2021年7月9日に開幕する第103回全国高等学校野球選手権埼玉大会を前に、県内の注目校 を紹介する。7月2日の当シリーズ最終回は『ニュース930plus』で放送した。

### その他のコーナー
以下のコーナーは新型コロナウイルス感染拡大に伴う外出自粛を受けて、2020年4月20日から同年5月29日まで特集コーナー等で放送されていた。いずれのコーナーもテレ玉の公式ウェブサイト、公式YouTubeチャンネル、Yahoo!ニュース（Yahoo! JAPAN）において動画配信された。
- ご当地キャラからみんなにエール!

番組エンディングに放送。埼玉県内各地のご当地キャラが登場する。学校に行けない子供たちに向けた応援メッセージを紹介する。
最終回当日の『ニュース930 plus』では総集編と題して、これまで紹介したご当地キャラ達の未公開シーンやテレ玉くん（テレ玉マスコットキャラクター）からのメッセージが披露された。
- SAMさん直伝! 今日のストレッチ

2020年4月20日から同年5月29日まで特集コーナーで放送。新型コロナウイルス感染拡大による緊急事態宣言の発令に伴う外出自粛を受けて、さいたま市岩槻区出身でTRFのメンバーのSAMが、自宅で簡単にできるエクササイズを教える。ストレッチは医師や理学療法士の監修のもと、SAMがオリジナルで考案したもの。子どもからお年寄りまで誰でも実践しやすい内容としている。
最終回は『ニュース930 plus』にて放送された。
2021年1月18日から同年2月11日まで、新型コロナウイルス感染再拡大による緊急事態宣言の再発令に伴い、当コーナーがニュース内にて再開された。

## 年末年始
2018年度の年末年始は同番組タイトルで放送されたが、放送時間は10分間でキャスターは1人制だった。

### 出演者と放送時間
| 日付 | 放送時間            | キャスター |
| --- | ------------------- | ---------- |
| 12月31日 | 平日 17:50 - 18:001 | 落合由佳   |
| 1月1日 | 平日 17:45 - 17:55  | 山崎彩紗   |
| 1月2日 | 平日 17:45 - 17:55  | 山崎彩紗   |
| 1月3日 | 平日 17:45 - 17:55  | 塩原桜     |
| 1月4日 | 平日 17:45 - 17:55  | 岸田彩加   |
| 備考 - 1 オートレース中継のため5分ずらして放送。 - 2 週末は『ウィークエンドニュース サタデー』『ウィークエンドニュース サンデー』（いずれも17:45 - 17:55）として放送されている。 |                     |            |

2019年度の年末年始は約1年10ヶ月ぶりに『Evening NEWS』のタイトルが復活した。17:50から10分間放送されていた。

## 制作スタッフ

### 協力会社
- 制作協力/A-ON
- 技術協力/ARTROCK・TAP

## 問題となった放送内容
- 2019年4月11日放送の「元市議セクハラ訴訟 被害女性職員 請求棄却を求める」について、放送倫理・番組向上機構（BPO）の放送人権委員会は2019年8月28日、審理に入ると決定した。

元川越市議会議員が自身のセクハラ・パワハラを告発した市職員を相手に損害賠償を求めて起こした訴訟を報じた。元市議はセクハラそのものを「身に覚えがない」とした上で、自身が提訴した裁判であるにもかかわらず、放送は「セクハラを訴えられたかのような印象を与え、名誉を損なわれた」とBPOに申し立てている。
また番組では、「第三者委員会が調査をした結果、五つの行為がセクハラやパワハラにあたると認定され、元市議は去年10月に議員を辞職した」と伝えたが、実際は、元市議は委員会の認定前に辞職していた。
テレビ埼玉は、放送直後に辞職の時期などを修正した内容を放送したほか、後日、番組でおわびと訂正を行っていた。元市議は同局の対応は不十分だとし、「元市議セクハラ訴訟」という呼び方をやめることや、誤解を与える放送をしたことへの訂正と謝罪を求めている。
審理に対しテレビ埼玉は、「人権を侵害するような放送倫理に欠けた報道だとは考えておらず、内容に問題はなかった」とした上で、「審理につきましては、誠意を持って取り組む」とコメントしている。
そして2020年6月12日、BPOの放送人権委員会はこの問題について、名誉毀損などは認められず、放送倫理上の問題もないとする決定を公表した。理由について、タイトルスーパーの「セクハラ訴訟」との表現について、正確性と公正性の観点を配慮して工夫する余地はあったと言及。ただ、放送の中では裁判や意見陳述の内容が伝えられており、放送上倫理上の問題があったとはいえないとした。また、市議選への出馬に言及したことは名誉毀損として問題にならず、選挙妨害も認められないとした。